# グーフィーの幌馬車隊西へ
『グーフィーの幌馬車隊西へ』（グーフィーのほろばしゃたいにしへ、原題：Californy 'er Bust）は、ウォルト・ディズニー・プロダクション（現：ウォルト・ディズニー・カンパニー）が製作した1945年7月16日公開のアニメーション短編映画作品。グーフィーの短編映画シリーズの18作目である。

## あらすじ
昔、ペンシルヴァニアで先住民が通りかかる白人を狙っていた。戦いが始まると、白人たちの銃弾が尽きてしまう。先住民のペースになったが、その時竜巻が発生し、幌馬車隊をさらって行ってしまった。

## スタッフ
- 製作：ウォルト・ディズニー
- 脚本：ビル・ピート
- 音楽：ポール・J・スミス
- レイアウト：ランス・ノリー
- 監督：ジャック・キニー

## キャスト
| キャラクター | 原語版             | 旧吹き替え版 | 新吹き替え版 |
| ------------ | ------------------ | ------------ | ------------ |
| グーフィー   | ピント・コルヴィグ | 小山武宏     | 島香裕       |
| ナレーター   |                    | 江原正士     | 大平透       |